# Ядин, Игаэль
Игаэ́ль Яди́н (ивр. יגאל ידין‎, урожд. Сукеник, 21 марта 1917[…], Иерусалим — 28 июня 1984, Иерусалим) — израильский археолог и политический деятель, второй начальник Генерального штаба Армии Обороны Израиля. Профессор, член-корреспондент Британской академии (1966).

## Биография

### Военная карьера
Ядин родился в 1917 году в семье археолога Элеазара Сукеника и активистки женского движения Хаси Файнсод. В возрасте 15 лет он присоединился к Хагане, где занимал разные должности. В 1946 году Ядин покинул Хагану из-за споров со своим командиром, Ицхаком Саде. В 1947 году, незадолго до провозглашения независимости Израиля, Бен-Гурион вновь призвал Ядина на военную службу (в это время он учился в университете). Ядин руководил операциями во время Войны за Независимость из-за болезни первого начальника Генерального Штаба Яакова Дори.
9 ноября 1949 года Ядин был официально назначен начальником Генерального штаба после отставки Дори и занимал этот пост 3 года. Ядин вышел в отставку 7 декабря 1952 года из-за разногласий с Бен-Гурионом, занимавшим посты премьер-министра и министра обороны. Военную карьеру Ядин завершил в возрасте 35 лет.

### Археология
После отставки Игаэль Ядин проводил многочисленные археологические исследования. В 1956 году он получил Государственную премию Израиля за докторскую диссертацию, посвящённую переводу свитков Мёртвого моря. Ядин участвовал в важных раскопках, таких как Кумран, Масада, Хацор и Мегиддо. Во время шестидневной войны 1967 года Ядин был военным советником премьер-министра Леви Эшколя, а после войны Судного дня был членом комиссии Аграната.

### Политическая деятельность
В 1976 году Ядин совместно с профессором Амноном Рубинштейном, Шмуэлем Тамиром, Меиром Амиом и Меиром Зореа сформировал партию «ДАШ» («Демократическое движение за перемены»). Новая центристская партия казалась перспективной в борьбе против коррупции в движении «Маарах» (нынешняя партия «Авода»). Во время выборов в Кнессет в 1977 году партия получила 15 мест. Лидер «Ликуда» Бегин смог образовать коалиционное правительство с партией «ДАШ», оставив в оппозиции блок Маарах.
Игаэль Ядин получил пост заместителя премьер-министра и активно участвовал в заключении мирного договора с Египтом. Позднее партия раскололась и в 1981 году Ядин ушёл из политики.
Умер 28 июня 1984 года, похоронен  на военном кладбище на горе Герцля в Иерусалиме. В его честь названы множество улиц в городах Израиля.

## Награды
- 1956 — Премия Израиля
- 1963 — Ротшильдовская премия
- 1969 — Мессенджеровские лекции